# Ла-Бати-Дивизен
Ла-Бати-Дивизен (фр. La Bâtie-Divisin) — коммуна во Франции, находится в регионе Рона — Альпы. Департамент коммуны — Изер. Входит в состав кантона Шартрёз-Гье. Округ коммуны — Ла-Тур-дю-Пен.
Код INSEE коммуны — 38028. Население коммуны на 2012 год составляло 892 человека. Населённый пункт находится на высоте от 360 до 615 метров над уровнем моря. Муниципалитет расположен на расстоянии около 450 км юго-восточнее Парижа, 65 км юго-восточнее Лиона, 38 км севернее Гренобля. Мэр коммуны — Thierry Cleyet-Marel, мандат действует на протяжении 2014—2020 годов.
Динамика населения (INSEE):